# José Samyn
Cet article concerne le coureur cycliste. Pour la course masculine, voir Le Samyn ; pour la course féminine, voir Le Samyn des Dames.
José Samyn est un coureur cycliste français des années 1960. Né le 11 mai 1946, il meurt le 28 août 1969 des conséquences de ses blessures pendant une course à Zingem, en Belgique.

## Biographie
Né le 11 mai 1946 à Quiévrain en Belgique, d'un père français et d'une mère belge, José Samyn court très jeune avec les routiers belges, ce qui lui permet de perfectionner ses qualités de sprinter. Il prend la nationalité française en 1964.
En amateur, Samyn remporte plusieurs courses et se classe cinquième de Paris-Tours en 1966 parmi les professionnels.
Passé professionnel en mai 1967 dans l'équipe nordiste Pelforth-Sauvage-Lejeune, il fait de bons débuts, notamment dans les Quatre Jours de Dunkerque, ce qui l'amène à être sélectionné dans l'équipe des « Bleuets » du Tour de France. Benjamin du Tour de France 1967, il termine à la 17e place, après avoir remporté la 11e étape Briançon-Digne en réglant au sprint trois coureurs échappés avec lui. Il réalise également une bonne fin de saison en terminant à la troisième place de Paris-Tours, la « classique des sprinters ».
L'année 1968 le voit remporter une étape de Paris-Nice, puis terminer à la deuxième place de la Flèche wallonne, battu au sprint par Rik Van Looy qui remporte sa dernière grande victoire à cette occasion. Ces performances amènent Marcel Bidot, sélectionneur national, à retenir José Samyn dans l'équipe de France du Tour de France 1968, en qualité d'équipier et de sprinter. Il chute lors de la quatrième étape. Accusé de dopage à la suite d'un contrôle positif au corydrane, produit ingéré à la suite de sa chute sur proposition de son directeur sportif, Samyn est mis hors course dès la 8e étape et suspendu un mois. Très affecté par cette décision, il parle un moment de renoncer au cyclisme, puis se ravise.
Incorporé dans l'équipe Bic, aux côtés de Jacques Anquetil et Jan Janssen en 1969, Samyn remporte le Tour de l'Oise, devant le sprinter belge Willy Planckaert. Sélectionné pour le Tour de France 1969, José Samyn arrive hors des délais à l'issue de la 6e étape se terminant au Ballon d'Alsace et est éliminé.
Percutant un spectateur puis tombant sur sa tête lors d'un critérium en Belgique disputé à Zingem, une course qu'il dispute à la suite du forfait de Raymond Poulidor, Samyn tombe dans le coma, puis décède le 30 août 1969, à l'âge de 23 ans.
À la suite de son décès, la course du Grand Prix de Fayt-le-Franc, qu'il avait remportée en 1968 lors de sa première édition, est rebaptisée Le Samyn à partir de 1970.

## Palmarès

### Coureur amateur
| - 1964 - 4e et 5e étapes du Tour de la province de Namur - 1 étape des Trois Jours d'Hensies - Namur-Givet - Grand Prix du Tertre - 2e de Charleroi-Beaumont - 2e du Circuit de Wallonie - 3e de Bruxelles-Gembloux - 1965 - 2e étape du Tour de la province de Namur - Ronde de l'Artois - 2e du Grand Prix de Quiévrain - 2e du championnat de France militaires sur route - 3e du Tour des 2 Luxembourg | - 1966 - 1reb et 3eb étapes de la Route de France - Grand Prix des Flandres françaises - Ronde de l'Artois - Grand Prix de Quiévrain - 3e de Paris-Chartres - 3e de Paris-Égreville - 5e de Paris-Tours - 1967 - Grand Prix de Denain |  |

### Coureur professionnel
| - 1967 - 11e étape du Tour de France - 2e du Grand Prix de Lillers - 3e du Tour de l'Oise - 3e de Paris-Tours - 3e de la Promotion Pernod - 1968 - 8ea étape de Paris-Nice - Grand Prix de Fayt-le-Franc - Circuit du Port de Dunkerque - 2e de la Flèche wallonne - 2e du Trofeo Masferrer | - 1969 - Classement général du Tour de l'Oise - 3e du Grand Prix de Péruwelz |  |

### Résultats sur les grand tours

#### Tour de France
3 participations
- 1967 : 17e, vainqueur de la 11e étape
- 1968 : hors-délais (8e étape)
- 1969 : hors-délais (6e étape)